# McDermott (Ohio)
McDermott es un lugar designado por el censo ubicado en el condado de Scioto en el estado estadounidense de Ohio. En el Censo de 2010 tenía una población de 434 habitantes y una densidad poblacional de 288,91 personas por km².

## Geografía
McDermott se encuentra ubicado en las coordenadas 38°49′55″N 83°3′37″O / 38.83194, -83.06028. Según la Oficina del Censo de los Estados Unidos, McDermott tiene una superficie total de 1.5 km², de la cual 1.5 km² corresponden a tierra firme y (0.17%) 0 km² es agua.

## Demografía
Según el censo de 2010, había 434 personas residiendo en McDermott. La densidad de población era de 288,91 hab./km². De los 434 habitantes, McDermott estaba compuesto por el 98.62% blancos, el 0% eran afroamericanos, el 0% eran amerindios, el 0% eran asiáticos, el 0% eran isleños del Pacífico, el 0% eran de otras razas y el 1.38% pertenecían a dos o más razas. Del total de la población el 0.23% eran hispanos o latinos de cualquier raza.